# Oregon Route 70
Az Oregon Route 70 (OR-70) egy oregoni állami országút, amely kelet–nyugati irányban, a 140-es út daisyi elágazásától a bonanzai Market Streetig halad.
Az út 1917-es megépültekor Dairy–Bonanza Highwayként volt ismert; a számozási rendszert 1932-ben vezették be.